# Bera (Bíblia)

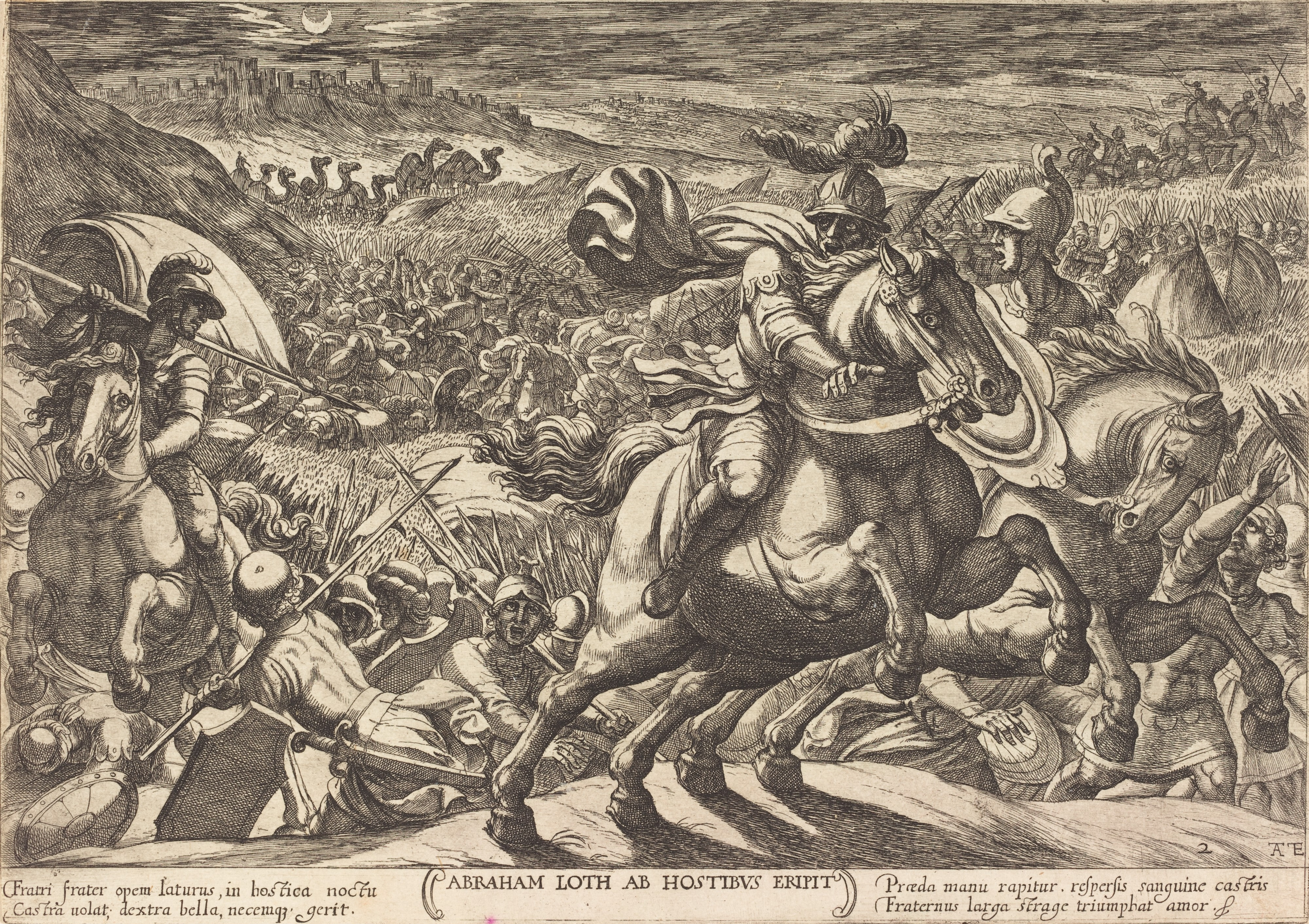
Uma ilustração representando a Batalha do Vale de Sidim.

Bera (em hebraico: בֶּ֫רַע‎; romaniz.: Beraʿ; possivelmente "dom") é o rei de Sodoma descrito em Gênesis 14. Não há menção deste monarca fora desta passagem bíblica. Alguns estudiosos estão divididos em Gênesis 14. De acordo com Frances Anderson, "As opiniões variam desde a identificação de Gênesis 14 como uma obra de ficção tardia" até os estudiosos que acreditam que pode haver "algum fundamento histórico" por trás da narrativa que ele relata.

## Narrativa
Na narrativa bíblica, Bera se uniu a outros reis cananeus em rebelião contra Quedorlaomer, um rei elamita que governava um vasto império. Na Batalha de Sidim, uma grande força imperial saqueou Sodoma, levando várias pessoas cativas incluindo Ló, e também vários despojos. O povo e seus bens foram resgatados por Abraão. Bera - que havia escapado da batalha se escondendo em um buraco - e Birsa, rei de Gomorra, fogem da batalha e caem em uma das muitas lonas de Sidim, enquanto outros sobreviventes fogem para as montanhas. O rei de Sodoma foi até Abraão propôs que ele ficasse com todos os bens materiais e que lhe devolvesse apenas o povo. Abraão generosamente responde que não ficaria com um fio sequer.